# Sønderborg Eksportbryggeri
P. Petersen Export-bryggeri var et bryggeri i Sønderborg grundlagt 1853 og lukket 1976.

## Historie
1839 overtager Peter Petersen (1807-1883 grundstykke og hus ved Rønhavegade efter sin mor, Anna Dorothea Nielsen født Lorentzen. Faderen døde i 1812. Moderen giftede sig anden gang med gæstgiver og brændevinsbrænder Bogislav Nielsen som var en god stedfar for Peter Petersen. Af ham lærte han ølbrygning og destillationen at kende.
1840 begynder Peter Petersen sin egen forretning med ølbrygning. På grund af øllets gode kvalitet steg omsætningen.
1852 bliver Peter Petersens nye bryggeri ved Kærvej-Rønhavevej indviet under navnet P. Petersens Export Bryggeri. Bryggeriet fik hurtigt afsat sine produkter på Als, Sundeved og til Flensborg. . 1858 ejede brygger Peter Petersen Exportbryggeri og en spritfabrik & eddikefabrik.
1864 kom Sønderborg under tysk herredømme og bryggeriet måtte derfor ændre navn til P. Petersen Export Brauerei Sonderburg. Dette firma var nu blandt de største i byen med 30 ansatte. Ølproduktionen var oppe på 9000 tønder eller 3 millioner flasker årligt og man havde stor afsætning nu også til Flensborg og omegn. Bryggeriet ejede store jordarealer med stalde, hvor der blev opfedet 150 stykker kvæg til slagtning.
1875 overtager sønnen Peter Petersen jr. på grund af faderens sygdom bryggeriet. Der bliver atter brygget til og eksporten stiger. Sønderborg øllet bliver sejlet til Kiel og derfra ud i den store verden.
P. Petersen sejlede ofte med til Kiel for selv at kontrollere lastningen til de store skibe. I de følgende år havde man en stor eksport til bl.a. Afrika, Indien, Japan, Sydamerika og de Vestindiske øer. Peter Petersen og andre af byens borgere stiftede Sønderborg Dampskibsselskab, derfor var det også Sønderborgs store skibsredere der fragtede øllet.,
1899 døde Peter Petersen jun. 89 år gammel. Han efterlader sig sin kone, Annette Petersen, som drev bryggeriet videre med hjælp af sønnen Christian som forretningsfører. 1906 blev bryggeriet udvidet med bryghus, kedelhus og maskinhus, og der var omkring 60 medarbejdere.
1. verdenskrig betød at den ene af sønnerne skulle være soldat, ved en lodtrækning blev det Harald Petersen der skulle afsted til fronten. Han faldt i Rusland i 1915. Chr. Petersen overtog ledelsen af bryggeriet efter sin mor i 1918. Da havde hun ledet bryggeriet i 19 år.
1920 får bryggeriet igen sit danske navn P. Petersens Export Bryggeri Sønderborg. Og alle etiketter blev atter danske. Salget var nu begrænset til det danske marked.
1925 bliver Christian Petersens søn, Peter, teknisk leder af bryggeriet. Op til 2. verdenskrig anden verdenskrig havde bryggeriet et godt salg til det øvrige Danmark, især til København. Den største afsætning var dog stadig i lokalområdet. Særlig Sønderborg Porter var kendt på grund af sin etiket med Dybbøl Mølle.
1945 overtog Christians Petersens søn Peter Petersen ledelsen af bryggeriet. Han var født i august 1903. Faderen Christian Petersen døde i juni 1945. Bryggeriet havde nu 14 kvindelige og 28 mandlige medarbejdere. Men konkurrencen fra de store københavnske bryggerier begyndte at gøre sig gældende.
1952 døde den sidste brygger i bryggerislægten Petersen, Peter Petersen. Bryggeriet ledes derefter i kort tid af søsteren, Melitta Petersen. På grund af den store konkurrence fra de store bryggerier, samt at brygningsmetoden ikke var helt moderne mere, nedlagde man ølproduktionen i oktober 1952. Albanibryggerierne fik depot i de gamle bygninger. Mineralvandsproduktionen fortsatte under navnet Sønderborg Mineralvandsfabrik som var et selvstændigt selskab der havde lejet sig ind i bryggeriets bygninger. Der solgtes ca. 1 million flasker om året. I 1953-54 blev en del af bryggeriet og lagerlokalerne udlejet til Sønderborg Sygehus og til Fa. Rudebeck og Johannsen A/S
samt et til et grosserer firma fra København.
til stor sorg for de mange der elskede den gode Sønderborg Porter. Maltproduktionen fortsatte dog i en årrække.
1956 blev bryggeriet opkøbt af Albanibryggerierne i Odense. Albani videreførte produktionen af mineralvand frem til 1976, hvor bryggeriet blev lukket.
1976 stoppede mineralvandsproduktionen, hvorefter bygningerne blev solgt og nedrevet. I nutiden er kun administrationsbygningen, fra det gamle bryggeri tilbage, hvor det tyske mindretals museum er i dag.
2004 Startede Lars B. Eriksson et omfattede undersøgelsesprojekt/videns indsamling, som udmøntede sig i et Mikro bryghus som testbrygger de gamle øltyper 1852-1952.  

## Velgørenhed
Bryggerslægten Petersen var med til at præge byens udvikling, både politisk, kulturelt og især socialt. Familien skænkede eller testamenterede betydelige summer til velgørende formål. I 1870 lod bryggeriets grundlægger opføre et børneasyl på Løkken, og 1872 tog han initiativet til oprettelse af en aldersrente- og enkekasse, ligesom han støttede sine arbejderes sygekasse. Kassens formål var, at udbetale en årlig, livsvarig rente til medlemmer der havde opnået en alder af 60 år. Som medlemmer af forsørgelseskassen optoges ikke alene mænd, men også koner, ugifte fruentimmer og enker. Opførelsen af kirkegårdskapellet i 1893 var ligeledes muliggjort ved en gave på 10000 mark fra brygger P. Petersen.